# Martha’s Vineyards Gebärdensprache
Martha’s Vineyards Gebärdensprache oder Martha’s Vineyard Sign Language ist eine heute nicht mehr gebrauchte Gebärdensprache, die sich auf der Insel Martha’s Vineyard in Massachusetts entwickelte.
Die Bevölkerung auf Martha’s Vineyard hatte im 18. und 19. Jahrhundert einen vergleichsweise hohen Anteil an Gehörlosen, die durch genetische Eigenschaften einer Einwanderergruppe aus dem kentischen Weald (Deutsch: Wald, wie in Frankenwald, Bayerischer Wald) in England entstand. Zeitweilig war dort einer von 155 Einwohnern taub, im Vergleich zu einem Durchschnitt von 1:1000 in den USA. In der Ortschaft Chilmark war sogar jeder vierte Einwohner gehörlos. Dadurch kam es hier zur ausgedehnten Verbreitung der Gebärdensprache seit etwa 1700 bis ins frühe 20. Jahrhundert. Fast alle Einwohner von Martha’s Vineyard beherrschten diese Gebärdensprache mehr oder minder gut.
Die spezielle Ausformung dieser Gebärdensprache war ursprünglich die des Weald und entwickelte sich in der Abgeschlossenheit der Insel zu einer eigenen Martha’s-Vineyard-Form. Als Thomas Hopkins Gallaudet und der gehörlose Franzose Laurent Clerc 1817 die erste Schule für Taube in Hartford im benachbarten Staat Connecticut gründeten, wurde Martha’s Vineyards Gebärdensprache zusammen mit der französischen Gebärdensprache eine der Grundlagen für die Entwicklung der heute gebräuchlichen Amerikanischen Gebärdensprache (American Sign Language, ASL).
Die letzte bekannte Person, die diese Gebärdensprache beherrschte, starb 1952. Als 1970 eine Doktorandin der Brown University die Insel besuchte und die Gebärdensprache erforschen wollte, stellte sie fest, dass schon damals ein Großteil der Sprache verloren war, da keine Aufzeichnungen existierten.